# Рекорд швидкості на воді
Рекорд швидкості на воді — офіційно зареєстрований рекорд швидкості на поверхні води, був встановлений Кеном Уорбі 8 жовтня 1978 року, на човні «Дух Австралії», швидкість якого становила 511,11 км/год. Треба зауважити, що офіційний рекорд швидкості — це зареєстрований рекорд, натомість незареєстрований було встановлено Кеном у тому ж місці 20 листопада того ж року, швидкість становила 555 км/год. Місцем для встановлення рекорду вибрали водосховище Блоуерінг, Південний Уельс, Австралія.

## Історія рекорду

### 1911 рік
Літопис встановлення рекордів швидкості бере початок з 1911 року. Швидкість становила 114,04 км/год, встановив рекорд 19 вересня канадець Кейсі Болдуїн, на човні HD-4, на озері Бра д'Ор, Нова Шотландія, Канада.

### 1920-ті
В 20-х роках за першість встановлення рекорду швидкості на воді домінував американський бізнесмен та гонщик Гар Вуд. Його човни «Міс Америка» неодноразово встановлювали рекорд швидкості. Човен «Міс Америка 4» у 1929 році зміг показати швидкість 149,867 км/год.

### 1930-ті
В 30-х роках розвернулися справжні перегони за першість на воді серед британців та американців. Один за одним вони піднімали планку рекорду, але сміливці, які намагалися перевищити швидкість 150 км/год на воді повинні були змагатися і за своє життя. Смертей у спробі встановлення нового рекорду було надзвичайно багато. Перед початком Другої Світової війни, 19 серпня 1939 року, британець Малкольм Кемпбелл на човні «Синій птах К4» (англ. Bluebird K4), встановив нову відмітку — 228,11 км/год.

### 1950-ті
На самому початку 50-х швидкість зросла до 287 км/год, але потім до боротьби за звання найшвидшої людини на воді, вступив син Малкольма Кемпбелла — Дональд Кемпбелл. У 1959 році, 14 травня, на озері Коністон, Англія, розігнав човен «Синій птах К7» (англ. Bluebird K7), до швидкості 418,99 км/год.

### 1960-ті
В 60-х роках Д. Кемпбелл продовжував підіймати планку рекорду, але американець Лі Тейлор у 1967 році, 30 липня, зміг розігнати човен «Hustler» до швидкості 459,02 км/год.

## Створення «Spirit of Australia»
1970 року Кен Уорбі на задньому дворі свого будинку створив човен «Дух Австралії». 1974 року човен був готовий до своїх перших випробувань. Спочатку було встановлено рекорд Австралії — 267 км/год. Але у Кена була мета встановити світовий рекорд, тому він продовжував розвивати свій човен. Човен був оснащений реактивним двигуном Westinghouse J34, який використовували на військових винищувачах та інших літаках, потужність агрегату — 6000 к. с.
20 листопада, 1977 року на водосховищі Блоуерінг в Австралії Кен встановив новий світовий рекорд швидкості на воді — 464,46 км/год. Наступного року він встановив офіційний рекорд швидкості, який тримається донині — 511,11 км/год. Човен «Дух Австралії» виставлений на показ у Національному морському музеї у Дарлінг Харбор, Сідней.

## Спроби встановлення нового рекорду
Після Кена Уорбі багато сміливців намагалися перевершити його результат, але нікому це не вдалося, а багато хто з них при цьому загинув.